# 聖誕樹星團
NGC 2264是NGC天體表的一個編號，但它其實是兩個天體被識別為一個單一的天體：錐狀星雲和聖誕樹星團。還有另外兩個非正式命名的天體，雪花星團和狐狸皮星雲 也在此名稱範圍內。
這些天體全都位於麒麟座，距離地球約720秒差距或2,300光年。由於其相對接近和大尺寸，使它得以非常仔細好的研究。
NGC 2264有時被稱為聖誕樹星團和錐狀星雲。然而，在NGC天體表中對NGC 2264的命名，指的是這兩個天體，而不是其中的任何一部分。

## 結構

NGC 2264: 底部是錐狀星雲，錐體上方是倒置的聖誕樹星團；錐體上方的明亮恆星是樹頂，圖像頂部非常明亮的恆星（麒麟座S）是樹幹的中心。狐狸皮星雲位於右上角，雪花星雲位於中間，在紅外線的影像中顯示得很清楚。創建者：ESO。

NGC 2264這個發射星雲是錐狀星雲、雪花星團和聖誕樹星團在形成的場所。以恆星組成的雪花星團做為參考，它位於麒麟座，距離地球2,700光年的地方。因為麒麟座缺乏明亮的恆星，通常不能以肉眼直接的看見。
雪花星團因其明顯的風車狀形狀和各種鮮豔的色彩而得名。聖誕樹星團由被厚厚的雲氣遮蔽的年輕恆星組成。這些塵埃雲以及其中的氫和氦，正在產生明亮的新恆星。密集的雲和一系列顏色的組合，創建了一個充滿不同波長的色彩映射表。正如在史匹哲太空望遠鏡拍攝的照片中看到的那樣，我們能夠區分年輕的紅星和較老的藍色恆星。
隨著年輕恆星的變化，星團和星雲的整體結構發生了巨大的變化。要使一個星團被認為像雪花，恆星必須保持在它形成的原始位置。
當提到這個發射星雲時，有幾個方面有助於雪花和（或）聖誕樹星團突出的配置。星雲中有豐富多彩的色彩排列，以及伴隨恆星形成的結構演變過程。
棕矮星與恆星的比率在1到2.5和1到7.5之間。

## 外部連結
- NGC 2264 @ SEDS NGC objects pages （页面存档备份，存于）
- WikiSky上关于聖誕樹星團的内容：DSS2, SDSS, GALEX, IRAS, 氢α, X射线, 天文照片, 天图, 文章和图片
- Coordinates:  06h 41m 00s, +09° 53′ 00″ （页面存档备份，存于）
- . science.nasa.gov.   [2018-04-22]. （原始内容存档于2021-05-01） （英语）.
- O Tannenbaum, O Tannenbaum! （页面存档备份，存于） - Astronomy Sketch of the Day, 12-25-2008
- Stellar Snowflake Cluster （页面存档备份，存于）
- Spitzer Spots Stellar Snowflake on the 'Christmas Tree Cluster' （页面存档备份，存于）